# آسیمو

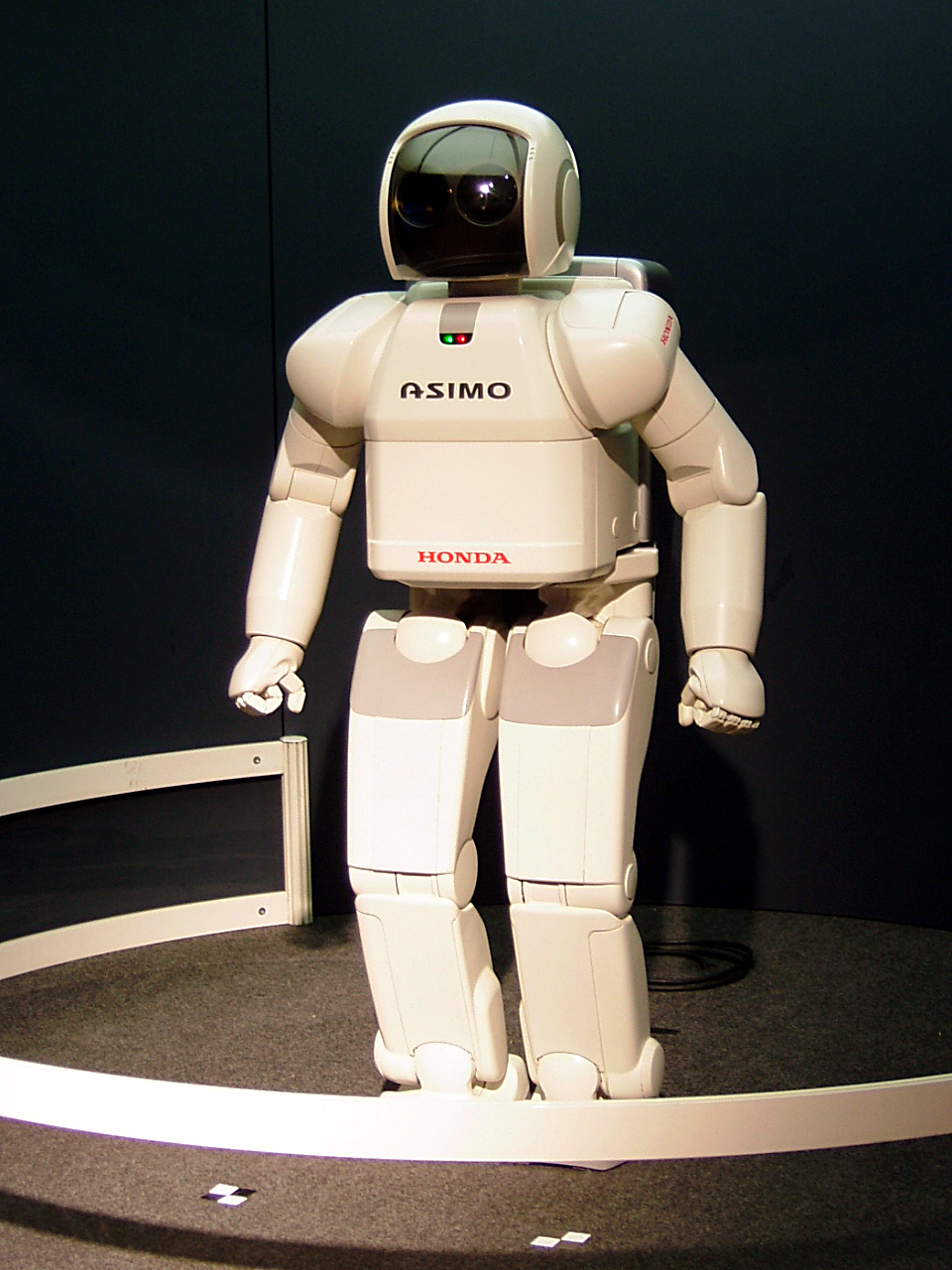
آسیمو در نمایشگاه اکسپو ۲۰۰۵.

آسیمو یک روبات انسان‌نما است که توسط شرکت هوندا ساخته شده‌است. آسیمو ۱۳۰ سانتیمتر قد و ۵۴ کیلوگرم وزن دارد و می‌تواند بر روی دو پا با حداکثر سرعت ۶ کیلومتر بر ساعت (۴٫۳ متر بر ثانیه) بدود.
آسیمو توانایی خواندن (ترجمه) حرکات و حالات چهرهٔ انسان‌ها را دارد و می‌تواند ببیند.
در حال حاضر ۴۵ واحد آسمیو در جهان وجود دارد. تولید هر یک از این واحدها ۶۳۸٬۱۸۶ یورو هزینه دارد.
آسیمو در تحقیقات و توسعه هوندا، «مرکز تحقیقات بنیادی تکنیکی واکو»، در ژاپن ساخته شده‌است.
نام این ربات برگرفته از نام ایکزن اسیموف گرفته شده‌است

## پیشینه
هوندا سری E، مجموعه‌ای از روبات‌های انسان‌نما بود که توسط مارک فولر طراحی و توسط شرکت هوندا بین سال‌های ۱۹۸۶ تا ۱۹۹۱ ساخته شد. این مجموعه بعداً تحت عنوان هوندا سری P گسترش داده شد. دانش و تجربه به دست آمده از این ربات‌های آزمایشی منجر به ساخت روبات پیشرفته آسیمو توسط هوندا شد.

## تجهیزات و توانایی‌ها

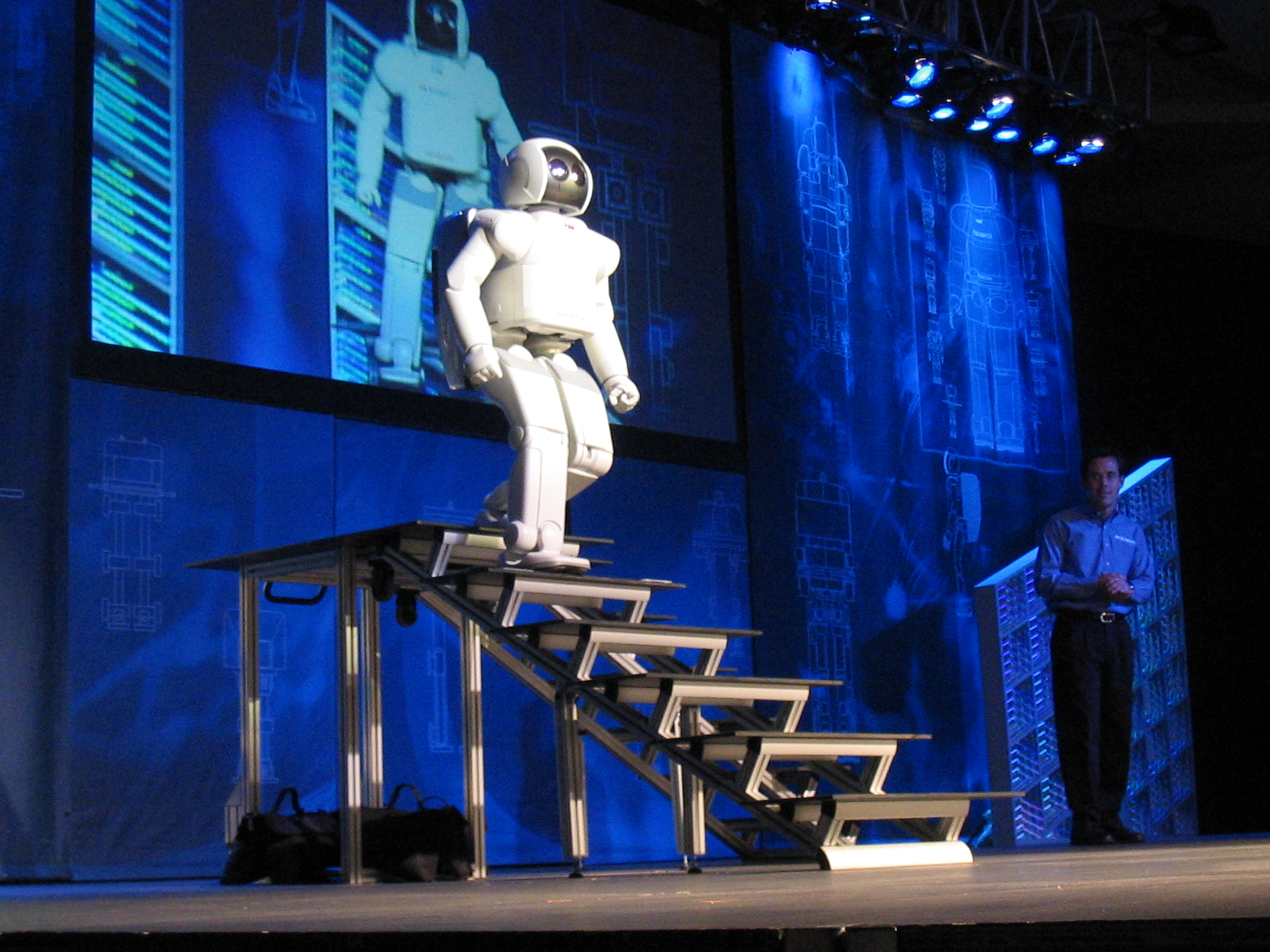
آسیمو درحال پائین آمدن از پله‌ها.

در داخل سر آسیمو ۳ میکروفون جاسازی شده‌است که به آسیمو امکان دریافت پیام‌های صوتی و همچنین امکان تشخیص جهت صدا را می‌دهد.
آسیمو محیط اطراف خود را با دو دوربین می‌بیند. به واسطه این دوربین‌ها آسیمو توانایی تشخیص عمق و فاصله را نیز دارد. چشمان آسیمو در محلی قرار گرفته‌اند که هم سطح چشمان یک انسان بالغ در هنگام نشستن بر روی صندلی باشند.
۵ حس‌گر فراصوت در پائین کوله‌پشتی آسیمو تعبیه شده‌است. این حس‌گرها آسیمو را قادر می‌سازد که اجسام ثابت یا متحرک را در کناره‌ها و پشت خود تا فاصلهٔ ۳ متری تشخیص دهد.
باتری لیتیوم-یون ۵۱٫۸ ولت، که در پشت آسیمو قرار گرفته او را قادر می‌سازد که با ۴ ساعت شارژ یک ساعت فعالیت کند.
حس‌گر فراصوتی، لیزرهای فروسرخ و دوربین‌هایی که در قسمت میانی بدن آسیمو قرار دارند با تشخیص اشیا تا فاصله ۳ متری به او کمک می‌کنند تا به راحتی در محیط حرکت کند.
آسیمو تنها روبات انسان‌نما است که می‌تواند مستقل و بدون کمک از پله بالا و پائین رود.
اندازه آسیمو به گونه‌ای در نظر گرفته شده‌است که به راحتی بتواند در محیط زندگی انسان به فعالیت بپردازد.